# アレックス・サナビア
アレハンドロ・サナビア（Alejandro "Alex" Sanabia, 1988年9月8日 - ）は、アメリカ合衆国カリフォルニア州サンディエゴ出身のプロ野球選手（投手）。右投右打。アメリカ独立リーグ・アトランティックリーグのガストニア・ハニーハンターズ所属。

## 経歴

### プロ入りとマーリンズ時代
2006年のMLBドラフト32巡目（全体965位）でフロリダ・マーリンズから指名され、6月27日に契約。ルーキー級ガルフ・コーストリーグ・マーリンズで11試合に登板し、3勝1敗、防御率3.24だった。
2007年はA-級ジェームズタウン・ジャマーズで15試合に登板し、2勝6敗、防御率5.13だった。
2008年はA級グリーンズボロ・グラスホッパーズで19試合に登板し、5勝5敗、防御率4.93だった。
2009年はA+級ジュピター・ハンマーヘッズで19試合に登板し、9勝5敗、防御率3.45だった。
2010年はAA級ジャクソンビル・サンズで開幕を迎え、6月22日にメジャー初昇格を果たし、6月24日のボルチモア・オリオールズ戦でメジャーデビュー。3点ビハインドの3回1死から登板し、3.1回を投げ5安打1本塁打2失点4奪三振だった。7月11日のアリゾナ・ダイヤモンドバックス戦でメジャー初先発を果たし、7月18日のワシントン・ナショナルズ戦で5.1回を投げ無失点に抑え、初勝利を挙げた。この年は15試合に登板し5勝3敗、防御率3.73だった。
2011年はルーキー級ガルフ・コーストリーグでプレーし、8月にA+級ジュピター、AAA級ニューオーリンズ・ゼファーズへ昇格。AAA級では4試合に登板し0勝3敗、防御率7.89だった。セプテンバー・コールアップで登録枠が拡張した9月9日にメジャーへ再昇格。3試合に登板した。
2012年はAAA級ニューオーリンズで17試合に登板し、6勝7敗、防御率4.06だった。
2013年は開幕ロースター入りし、先発ローテに定着した。5月20日のフィラデルフィア・フィリーズ戦では禁止されているスピットボールを使用したことがわかり、サナビアは「そのルールを知らなかった」と話している。5月26日のシカゴ・ホワイトソックス戦で股関節を痛め、5月27日に故障者リスト入りし、残りのシーズンを全休した。

### ダイヤモンドバックス傘下時代
2013年10月4日にウェーバーでアリゾナ・ダイヤモンドバックスへ移籍した。
2014年3月3日にダイヤモンドバックスと1年契約に合意した。3月4日にAAA級リノ・エーシズへ異動した。4月16日に40人枠を外れ、AAA級リノへ降格した。AAA級では8試合に登板し、0勝1敗、防御率8.10と結果を残せず、5月5日に放出された。

### マーリンズ傘下時代
2014年5月8日にマイアミ・マーリンズとマイナー契約を結んだ。AAA級ニューオーリンズ・ゼファーズで20試合に登板し、7勝4敗、防御率3.98だった。オフの11月4日にFAとなった。

### エンゼルス傘下時代
2014年11月18日にロサンゼルス・エンゼルス・オブ・アナハイムとマイナー契約を結んだ。
2015年11月6日にFAとなった。

### メキシカンリーグ時代
2016年3月7日にメキシカンリーグのティフアナ・ブルズと契約した。
2018年7月26日にシーズン終了までの契約でドスラレドス・オウルズにレンタル移籍した。
2019年1月9日にアグアスカリエンテス・レイルロードメンと契約した。7月10日にシーズン終了までの契約でレオン・ブラボーズにレンタル移籍した。シーズン終了後にFAとなった。

### 独立リーグ時代
2021年3月9日にアトランティックリーグのヨーク・レボリューションと契約した。6試合に先発登板し、3勝0敗、防御率2.43という成績を挙げた。

### メッツ傘下時代
2021年7月1日にニューヨーク・メッツとマイナー契約を結んだ。メジャー昇格の機会はなく、オフの11月7日にFAとなった。

### 独立リーグ時代
2022年4月21日にアトランティックリーグのヨーク・レボリューションに復帰した。8月16日に同リーグのガストニア・ハニーハンターズにトレード移籍した。

## 詳細情報

### 年度別投手成績
| 年 度    | 球 団    | 登 板 | 先 発 | 完 投 | 完 封 | 無 四 球 | 勝 利 | 敗 戦 | セ 丨 ブ | ホ 丨 ル ド | 勝 率 | 打 者 | 投 球 回 | 被 安 打 | 被 本 塁 打 | 与 四 球 | 敬 遠 | 与 死 球 | 奪 三 振 | 暴 投 | ボ 丨 ク | 失 点 | 自 責 点 | 防 御 率 | W H I P |
| -------- | -------- | ----- | ----- | ----- | ----- | -------- | ----- | ----- | -------- | ----------- | ----- | ----- | -------- | -------- | ----------- | -------- | ----- | -------- | -------- | ----- | -------- | ----- | -------- | -------- | ------- |
| 2010     | FLA MIA  | 15    | 12    | 0     | 0     | 0        | 5     | 3     | 0        | 0           | .625  | 307   | 72.1     | 74       | 6           | 16       | 2     | 3        | 47       | 0     | 0        | 32    | 30       | 3.73     | 1.24    |
| 2011     | FLA MIA  | 3     | 2     | 0     | 0     | 0        | 0     | 0     | 0        | 0           | ----  | 48    | 11.0     | 13       | 2           | 3        | 0     | 0        | 8        | 2     | 0        | 4     | 4        | 3.27     | 1.46    |
| 2013     | FLA MIA  | 10    | 10    | 0     | 0     | 0        | 3     | 7     | 0        | 0           | .300  | 251   | 55.1     | 69       | 10          | 25       | 3     | 4        | 31       | 1     | 0        | 33    | 30       | 4.88     | 1.70    |
| MLB：3年 | MLB：3年 | 28    | 24    | 0     | 0     | 0        | 8     | 10    | 0        | 0           | .444  | 606   | 138.2    | 156      | 18          | 44       | 5     | 7        | 86       | 3     | 0        | 69    | 64       | 4.15     | 1.44    |

### 年度別守備成績
| 年 度 | 球 団   | 投手（P） | 投手（P） | 投手（P） | 投手（P） | 投手（P） | 投手（P） |
| 年 度 | 球 団   | 試 合     | 刺 殺     | 補 殺     | 失 策     | 併 殺     | 守 備 率  |
| ----- | ------- | --------- | --------- | --------- | --------- | --------- | --------- |
| 2010  | FLA MIA | 15        | 2         | 10        | 0         | 0         | 1.000     |
| 2011  | FLA MIA | 3         | 0         | 1         | 0         | 0         | 1.000     |
| 2013  | FLA MIA | 10        | 1         | 9         | 0         | 0         | 1.000     |
| MLB   | MLB     | 28        | 3         | 20        | 0         | 0         | 1.000     |

### 背番号
- 59 (2010年 - 2011年)
- 28 (2013年)